# Jean Sainte-Fare Garnot
Jean Sainte-Fare Garnot (26. července 1908 Paříž – 20. června 1963) byl francouzský egyptolog. Mezi lety 1953 a 1959 působil jako ředitel institutu Français d'archéologie orientale. Nadále byl profesorem na Sorbonně, ředitelem vysoké školy École pratique des hautes études, prezidentem Francouzské egyptologické společnosti a korespondentem Académie des Inscriptions et Belles-Lettres.